# Битва за Чернігів (1941)
Битва за Чернігів (1941) — битва початкового періоду німецько-радянської війни між з'єднаннями та частинами Південно-Західного фронту та 2-ї армії Вермахту за контроль над містом Чернігів.
В результаті німецьким військам вдалося захопити місто. Ця стратегічна перемога надалі дозволила німецькій армії завдати удару радянським військам, які захищали Київ, відрізати їм шлях до відступу та оточити.

## Становище в липні-серпні 1941 року
Доля Чернігова залежала від загального перебігу подій на фронті. У липні-серпні 1941 року велися великі битви за Смоленськ і Київ, північніше і південніше від Чернігова. Під Смоленськом німці здобули важку перемогу, однак вони ніяк не могли оволодіти Києвом. Тому перед німецьким командуванням постала дилема: продовжувати наступ на Москву, полишивши на півдні непідкорений Київ, чи кинути всі сили проти столиці України. Був прийнятий другий варіант. Гітлер видав директиву, за якою основні сили групи армій «Центр» (піхотна армія й танкова група генерала Гудеріана) розверталися від Смоленська і Гомеля на південь. Це потужне угруповання мало з півночі завдати удару радянським військам Південно-західного фронту, які захищали Київ, відрізати їм шлях до відступу, оточити і повністю знищити.
Безпосередньо в бік Чернігова спрямували сили восьми німецьких дивізій. Інша група військ, у складі двох найкращих танкових корпусів, мала швидко форсувати Десну між Черніговом і Новгород-Сіверським та рухатись далі у південно-східному напрямку для з'єднання з німецькими частинами, які наступали від Дніпропетровська. Судячи з цієї директиви та інших наказів німецьке командування надавало великого значення швидкому захопленню Чернігова. З іншого боку, радянське командування почало спішно підтягувати війська до Чернігова і Десни. Так на кілька днів місто опинилось в епіцентрі однієї з найбільших битв Другої світової війни.

## Підготовка до бойових дій

### Дії керівних органів міста
Влітку 1941 року міський комітет партії вирішив низку питань: про переведення промислових підприємств на випуск військової продукції; про створення винищувального батальйону для охорони важливих об'єктів та виловлювання ворожих парашутистів; про підготовку до відправлення у східні райони країни найбільш цінного обладнання фабрик та заводів; про евакуацію населення; про будівництво оборонних споруд на західному та північному підступах до Чернігова; про допомогу містян приміським колгоспам у збиранні врожаю.

### Підготовка цивільного населення
Відповідно до вказівки місцевої влади мешканці міста почали заклеювати віконне скло паперовими стрічками навхрест для запобігання випадінню їх від вибухової хвилі під час можливого ворожого бомбардування. Також був виданий наказ вирити у житлових дворах примітивні бомбосховища у вигляді траншей Г-подібної форми завширшки 1 метр і глибиною 2 метри.
Чоловіки і жінки, які через різні обставини не підлягали мобілізації, вступали до лав народного ополчення. Всього в місті до ополчення вступили 2059 осіб, в тому числі 708 жінок.

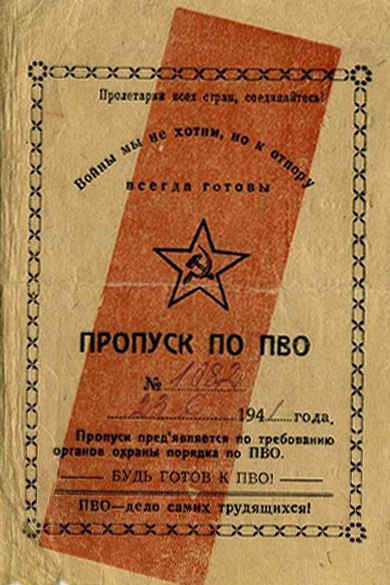
Перепустка ППО. Чернігів

Розгорнулася масова підготовка населення з протиповітряної оборони, розрахована на 15 годин (з них 13 годин практичних занять). Вона передбачала вивчення методів гасіння запалювальних бомб під час їхнього потрапляння в житлові та інші споруди, користування протигазом, надання першої невідкладної допомоги потерпілим від отруйних речовин. Ці навчання проводилися працівниками Осоавіахіма. Заняття проводили у парках, скверах та пустирях.
Підготовка партійного підпілля до боротьби з німецько-фашистськими загарбниками в разі окупації Чернігова противником почалася з обговорення цього питання наприкінці червня 1941 року під час засідання міського партійного активу за участі секретарів партійних організацій, керівників підприємств, установ та іншого активу.
В місті планувалося залишити групи підпільників по 5-7 чоловік. Всього залишалося 7 груп та близько десяти підпільників-одинаків. Групи були створені на залізничній станції Чернігова, електростанції, вузлі зв'язку та інших підприємствах. Для потреб підпілля на околицях міста заклали дві таємні бази зі зброєю та продуктами.

### Військова підготовка
У Чернігові та його околицях розгорнули декілька військових шпиталів. Під них відвели шкільні споруди. Великий шпиталь, в якому лікували не лише радянських воїнів, але й поранених німецьких військовополонених, відкрили на базі школи № 2 ім. Войкова по вул. Пролетарській.
З 27 липня 1941 р. в Чернігові почала працювати спецшкола з підготовки командирів партизанських загонів та інструкторів, що була організована ЦК КП(б)У. Вона розташовувалася в Подусівському лісі. Пропускна спроможність школи 150—200 чол. за триденної програми навчання. Після такої, більш ніж спішної, підготовки випускників курсів озброювали та різними способами перекидали на територію, що була зайнята ворогом.
У місті також діяла спецшкола Розвідуправління Південно-Західного фронту, що розташовувалася в приміщенні цукротресту на Валу (нині тут знаходиться Державний архів Чернігівської області). Курс навчання збору розвідувальної інформації, підривній справі, конспірації, володінню різними видами зброї, методами зв'язку тривав 10-12 днів і більше. Підготовлені в цій школі розвідники і диверсанти переправлялися літаками у тил до німців на Правобережній Україні.
У садибі на розі вулиць Фрунзе та Чернишевського розташовувалася спецшкола розвідвідділу 5-ї армії. Там пройшов підготовку загін спеціального призначення, сформований переважно з активістів комсомольської організації. Курсантів до цієї школи відбирав Чернігівський міськком ЛКСМУ з когорти хлопців і дівчат, які до війни займалися в гуртках Осоавіахіму й могли влучно стріляти, знали радіосправу або захоплювалися парашутним спортом. Цей загін отримав від розвідвідділу 5-ї армії зашифровану назву «ДД-8». В його складі були 32 особи — 25 чоловіків і 7 дівчат.

### Евакуація
В перших числах липня приступила до своїх обов'язків евакуаційна комісія обласного центру. Першою евакуйованою на схід установою було залізничне училище № 1 (4 липня 1941 р.). Першим промисловим підприємством, що підлягало евакуації, був військовий завод «Б». Першим ешелоном відправили до далекого Уралу обладнання заводської електростанції, яке прибуло напередодні початку війни і знаходилось завантаженим у 30 вагонах на коліях території заводу. Слідом за цим почалося завантаження на платформи і в товарні вагони наступного ешелону інших партій верстатів і машин цього ж підприємства.

## Авіабомбардування

### Перші авіаудари
Перший наліт ворожої авіації на Чернігів мав місце на шостий день після початку війни — 27 червня 1941 року. Опівдні німецький бомбардувальник «Юнкерс-87» з'явився над залізничною станцією, скинувши на неї бомби. Було зруйновано залізничний вокзал та споруди артілі «Хімпром», які знаходилися на території поблизу залізничної станції. Характерним явищем перших днів війни була цікавість містян до того, що ж сталося там, де впали бомби. Люди збігалися до місця подій аби оглянути воронки від бомб, зібрати уламки, побачити на власні очі руйнування, спричинені бомбардуванням, дізнатися про людські жертви. Трохи пізніше, на початку липня, подібні події викликали вже протилежну реакцію населення. Під час наближення німецьких літаків, про що повідомляла служба протиповітряної оборони фабричними гудками або виттям сирени, всі поспішали сховатися в найближчому бомбосховищі або «щілині».
До того часу вже встановили декілька зенітних батарей на західній та південній околицях Чернігова для оборони від ворожих літаків залізничного вузлу, залізничного та автодорожнього мостів через Десну.

### Бомбардування Чернігова 23-25 серпня 1941 року

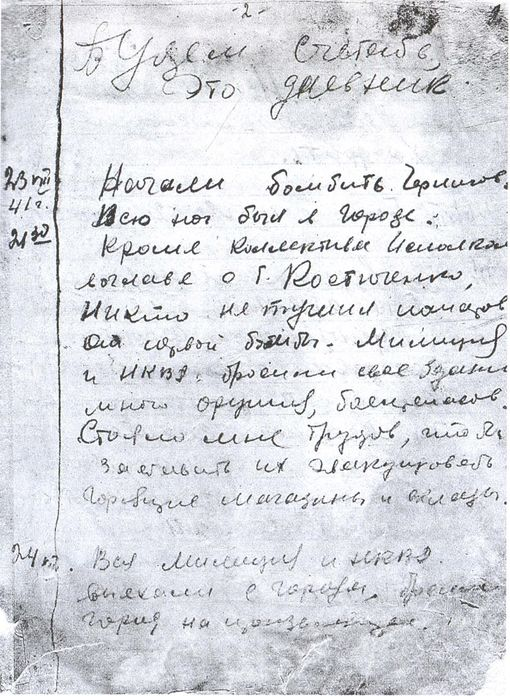
Перша сторінка щоденника М. М. Попудренко. 1941 р.

У середині серпня поповзли чутки, що німці збираються бомбити Чернігів, і навіть попередили про це. Одні їм повірили й покинули місто, інші — ні. Вказаний німцями день бомбардування, неділя 23 серпня 1941 року, проходив спокійно, та надвечір завили сирени й заревіли заводські гудки. Це був сигнал протиповітряної оборони.
О 18-й годині з боку Гомеля з'явилися німецькі бомбардувальники, які летіли трійками на невеликій висоті. По ним почали бити зенітки. Коли літаки досягли центру міста, почувся шурхіт у повітрі. За кілька секунд град запалювальних бомб ліг килимом на мирні квартали міста. Центр міста одразу спалахнув. За першими літаками йшла друга хвиля, за нею третя, четверта. Скинувши смертоносний вантаж, літаки робили коло і знову кидалися в атаку на мирне місто. Крім запалювальних, на землю полетіли осколкові й фугасні бомби, які вбивали людей і руйнували будівлі. Перерва між появою кожної нової групи літаків тривала близько півгодини. І так продовжувалось до ночі.
Один із тодішніх керівників області Микола Попудренко занотував у щоденнику, що після першого нальоту розпочалася паніка:

21.30. Почали бомбардувати Чернігів. Всю ніч був у місті. Окрім колективу виконкому на чолі з тов. Костюченко, ніхто не гасив пожежі. Від першої бомби — міліція і НКВС кинули свою будівлю, багато зброї і боєприпасів. Коштувало мені чимало зусиль аби змусити їх евакуювати палаючі магазини й склади.
Оригінальний текст (рос.)
21.30. Начали бомбить Чернигов. Всю ночь был в городе. Кроме коллектива исполкома во главе с тов. Костюченко, никто не тушил пожаров. От первой бомбы - милиция и НКВД бросили свое здание, много оружия и боеприпасов. Стоило мне трудов, чтобы заставить их эвакуировать горящие магазины и склады.

Велика пожежа охопила значну територію від вул. Комсомольської до Застриження в один бік та від вул. Старокиївської до Валу — в інший. Вночі і вранці 24 серпня населення покидало місто і перебиралося в села.
Масовані нальоти німецької авіації відбувалися до 25 серпня. Три доби поспіль йшло навмисне систематичне знищення одного зі стародавніх міст країни з його унікальними пам'ятками історії і культури різних епох.

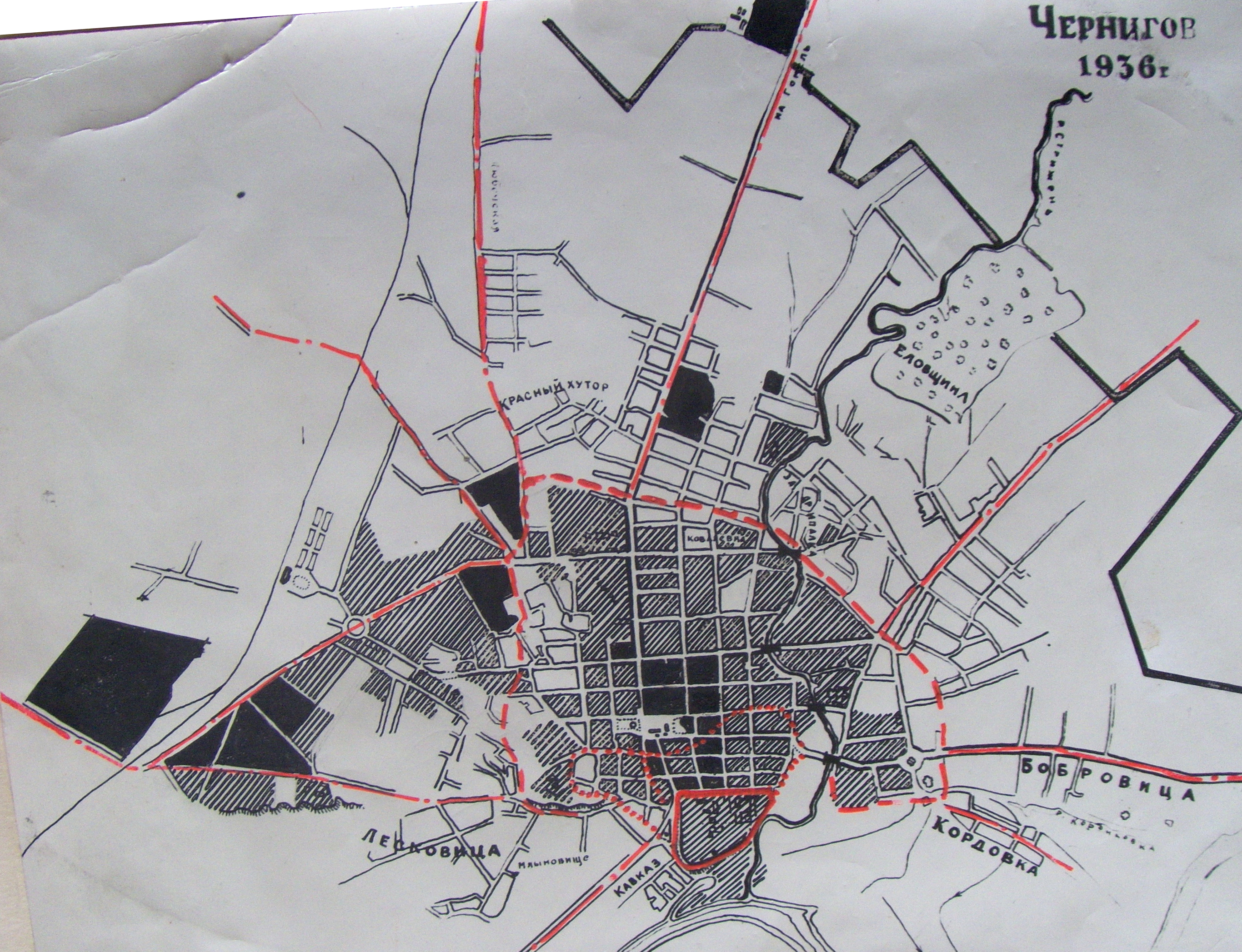
Схема зони руйнувань Чернігова внаслідок авіабомбардувань 23-25 серпня 1941 р

Наступними днями, аж до вступу німецьких військ до Чернігова 9 вересня, місто продовжували бомбардувати, хоч і не так запекло як раніше — відбувалися нальоти окремих літаків.
Німці застосували особливий, так званий «килимовий» метод бомбардування. Його суть полягає в тому, що велику кількість бомб послідовно скидали на одну ділянку землі, а потім на наступну, захоплюючи певну територію. Окремі пожежі зливалися в одну велику. Від суцільних вибухів температура підіймалася настільки, що навіть плавилося залізо і розсипалася цегла. Пізніше таким способом англо-американська авіація знищувала німецькі міста.
Бомбардування 23-25 серпня 1941 року стало однією з найбільших трагедій в історії Чернігова. Її можна порівняти тільки з руйнуванням міста монголо-татарами. Центральна частина Чернігова, яку забудовували протягом сотень років, була майже повністю знищена.
Причинами руйнування Чернігова можна вважати намагання німців, по-перше, знищити тили радянських військ і, по-друге, не допустити потужного укріпленого пункту для прикриття Києва і переправ через Десну.

## Становище і плани сторін наприкінці серпня 1941 року

### Німеччина
З директиви Гітлера від 21 серпня 1941 року: «Виключно сприятлива оперативна обстановка, що склалася завдяки досягненню нами лінії Гомель, Почеп, має бути використана для того аби терміново почати операцію, яка б мала бути здійснена суміжними флангами груп армій „Південь“ і „Центр“. Метою цієї операції мало б статися не лише просте витіснення 5-ї армії росіян за лінію Дніпра лише силами нашої 6-ї армії, а повне знищення противника до того, як він дістанеться лінії р. Десна − Конотоп − р. Сула. Це дасть змогу групі армій „Південь“ зайняти плацдарм на східному березі Дніпра в районі середньої течії, а своїм лівим флангом у взаємодії з групою армій „Центр“ розвинути наступ на Ростов і Харків».
З наказу командувача групи армій «Центр» фон Бока від 24 серпня 1941 року: «2-га армія — в складі 13-го та 43-го армійського корпусів і 35-го тимчасового з'єднання, загалом сьома піхотними дивізіями та однією кавалерійською дивізією, наступає правим флангом на Чернігів. Найближчою задачею 2-ї армії та 2-ї танкової групи є захоплення передмостових плацдармів між Черніговом і Новгород-Сіверським, аби звідти, в залежності від розвитку обстановки, наступати далі на південь або на південний схід».

### СРСР
Ще до рішення Гітлера, командування Південно-Західного фронту передбачало подібний варіант розвитку подій та завчасно звернулося до Ставки з проханням дозволити відступ 5-ї армії за Дніпро. Дозвіл був отриманий. Відступ за Дніпро відбувався вдало. Проте положення армії і всього Південно-Західного фронту різко ускладнилося через фатальну помилку, що допустило командування 37-ї армії. Її 27-й корпус, який також відступав за Дніпро, втратив зв'язок з частинами 5-ї армії. 23 серпня німці виявили, що стик між цими двома з'єднаннями практично нічим не прикритий. В утворений розрив кинулася 11-та танкова дивізія, якій відразу ж вдалося захопити міст біля Окуніново, та, форсувавши Дніпро, утворити плацдарм на східному березі річки.

## Хід бойових дій

### Битва за плацдарм у с. Виблі

#### Тактичне становище
Наприкінці серпня 1941 року армія М. Потапова залишила ліси й болота Прип'ятської області та вийшла до Десни. Становище сусіда праворуч, 21-ї армії, змусило Потапова загнути правий фланг фронтом на північ в районі Чернігова. У з'єднань 15-го стрілецького корпусу з'явився новий ворог в особі дивізій 2-ї армії Вейхса, що наступала з півночі. 45-та та 62-га дивізії корпусу повільно осідали на рубіж річки Десна. Відповідно 45-та стрілецька дивізія обороняла місто Чернігів від наступаючої на нього 17-ї піхотної дивізії, а 62-га стрілецька дивізія забезпечувала зімкнення флангів з 75-ю стрілецькою дивізією 21-ї армії. Саме в смузі 62-ї дивізії відбулися події, навколо яких розгорталися останні бої 5-ї армії.
В результаті, коли 21-ша армія Брянського фронту наприкінці серпня відступила під ударами противника, у 2-ї німецької армії відкрилася можливість увійти до Чернігова. Невдовзі, на правому березі Десни, в декількох кілометрах від міста з'явилися чотири піхотні дивізії німців. Протистояли їм 62-га та 200-та стрілецькі дивізії 15-го стрілецького корпусу. Через неповну укомплектованість дивізій, оборонна смуга корпусу вздовж берега Десни являла собою одну переривчасту позицію. З цієї ж причини не були створені смуга прикриття (передпілля) й друга лінія оборони. Підступи до переднього краю не були заміновані через відсутність мін.

#### 30-31 серпня 1941р.
В останні дні серпня німецькі війська прорвалися до правого берега Десни біля села Киселівка, перерізавши останню рокадну дорогу, яка з'єднувала позиції правого флангу 15-ї стрілецького корпусу з лівим флангом 21-й армії. Остання намагалася організувати оборону вздовж річки Снов. В ніч на 29–30 серпня 470-й полк 260-ї піхотної дивізії, який йшов у авангарді, отримав наказ дійти до переправи через Десну по обидва боки від Киселівки та сформувати плацдарм біля села Виблі. Коли авангард дивізії рано вранці 30 серпня подолав висоту біля села Черниш, радянська артилерія відразу ж відкрила сильний вогонь. 2-му батальйону 470-го полку несподівано вдався кидок до Десни. На протилежному березі річки лише декілька кулеметних точок були зайняті радянськими солдатами. Один з лейтенантів 2-го батальйону, не дочекавшись на обіцяні надувні човни, стрибнув у воду аби сплавити закріплену на іншому березі баржу. За допомогою цієї баржі на інший берег переправилася передова рота, а згодом і увесь 2-й батальйон на чолі з командиром дивізії Шмідтом. Це був перший плацдарм, збудований дивізією взагалі. Поруч було тихо: в тумані радянські солдати не помітили ані висадки штурмової групи, ані захоплення баржі. Генерал Шмідт саме на це й розраховував, оскільки німецька військова розвідка вже знала про погану узгодженість дій командування 5-ї, 40-ї і 21-ї армій противника на цій ділянці. Радянські пости спостережень, імовірно, якраз були зайняті зміною позицій. Однак, коли командир 4-го дивізіону 260-го артилерійського полку обирав пункт спостереження біля Киселівки, знову почався радянський артобстріл і він загинув на місці. 1-й батальйон форсував Десну убрід, оскільки вона мала глибину трохи вище коліна. Коли начальник штабу полку з Киселівки доповів у дивізію про вдалу переправу, то командування дивізії було приємно вражене цим першим успіхом полку, а командування 13-го корпусу спочатку відмовлялося в це вірити. Однак плацдарм навпроти Киселівки не був контратакованим радянськими військами.
Село Виблі розташовувалося в декількох кілометрах південніше річки на висоті, з якої добре прострілювалася вся болотиста заплава в районі плацдарму. У двох кілометрах південніше села проходила стратегічно важлива залізниця на Чернігів — головна комунікація з тилом для 15-го стрілецького корпусу.

#### 1 вересня 1941р.

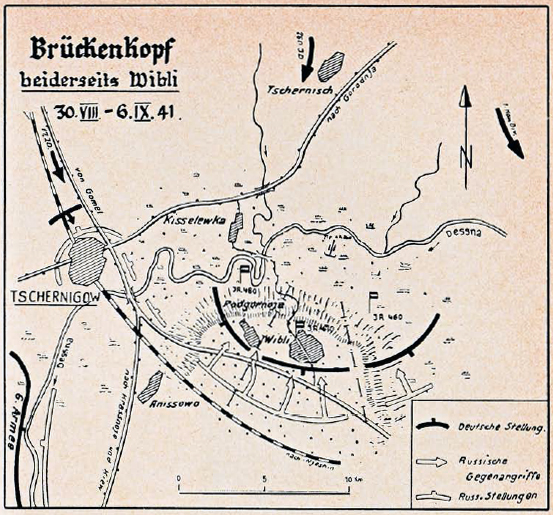
Схема боїв за Виблі

В ранкових сутінках о 4:30 ранку 1 вересня німецькі батальйони, що діяли в передовій лінії, пішли в атаку на Виблі і швидко оволоділи територією. Облаштовані позиції радянських військ були захоплені разом з населеним пунктом. Місцевість для атаки була несприятливою: вона була рівною, заболоченою й розмитою. Так як зруйнований міст біля Киселівки ще не був відновлений, з німецького боку було відсутнє постачання продовольством та боєприпасами. Невдовзі після півдня на німців обрушився потужний артилерійський вогонь, що викликав значні втрати живої сили та в озброєнні. О 16:00 німецькі пости спостереження виявили накопичення радянських військ на передових позиціях перед німецькою обороною. З настанням сутінків радянські війська пішли в атаку і впритул наблизилися до німецьких позицій в хлібних полях.
Небезпечна ситуація, що склалася в районі Чернігова, викликала занепокоєння Ставки. Надійшов наказ — негайно вибити німців:
15 ск у взаємодії з частинами 1 пдк о 7.00 2.9 після годинної артпідготовки перейти всіма силами в рішучий наступ…
Оригінальний текст (рос.)
15 ск во взаимодействии с частями 1 вдк в 7.00 2.9 после часовой артподготовки перейти всеми силами в решительное наступление...

#### 2 вересня 1941р.

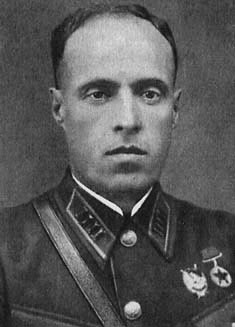
Полковник Бланк М. І.

Опівночі радянські війська знову атакували околицю Виблів. Незважаючи на запеклий опір німців, радянським військам вдалося увірватися у Виблі, де їхня атака переросла в нічний вуличний бій. Так як боєприпаси з німецького боку були частково вичерпані, німецькі солдати відчайдушно кинулися врукопаш багнетом і прикладом проти радянських солдат. Але незважаючи на нічну плутанину, більша частина села лишилася в руках німців.
Становище на фронті 15-го стрілецького корпусу біля Чернігова було надзвичайно тяжким. Командир корпусу полковник М. І. Бланк, ознайомившись з обстановкою, назвав її загрозливою. Отримавши наказ про наступ від командувача 5-ї армії Потапова, Бланк вирішив атакувати німців силами двох батальйонів 62-го стрілецької дивізії та батальйоном десантників. Атака планувалася під вечір. О 18:30 почалася артпідготовка до наступу. Снарядів не вистачало, тому вона була настільки слабкою, що не могла заподіяти особливої шкоди супротивнику, але насторожила його. Полковник Бланк першим піднявся з окопу і пішов на ворога з гвинтівкою в руках. Десантники 204-ї бригади просто неба, по-пластунськи й дрібними перебіганнями слідували за ним. Вони швидко й майже без втрат пройшли першу половину шляху, але далі їх зустрів щільний вогонь кулеметів. Допоки він був малоприцільним — радянські бійці продовжували висуватися на рубіж атаки. До німецького плацдарму залишалося 300 метрів. Раптово все потонуло в суцільному гулі розривів мін і снарядів. Виявилося, що німці добре пристріляли цю ділянку. Десантники залягли, атака захлиналася. Тоді полковник знову кинувся вперед. Батальйон, який за ним піднявся, збив німців з позицій. Недалеко була околиця села Піски. До настання темряви в німців вдалося відбити села Підгірне, Піски, частину Виблів. Проте побачити успіх власних солдатів полковнику Бланку не судилося. В цій битві він був смертельно поранений. Впродовж дня радянські війська 15 разів намагалися знищити плацдарм, але всі спроби були невдалими. Після численних атак запаси боєприпасів німців майже вичерпались. Але увечері до німців прибуло підкріплення: 480-й піхотний полк зайняв позиції праворуч, а 460-й піхотний полк ліворуч від Виблів.

#### 3-6 вересня 1941р.

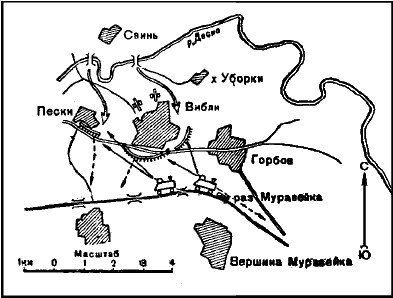
Бойові дії бронепотяга в складі 15-го стрілецького корпусу

Незважаючи на багаторазові спроби атак, за підтримки вогнем бронепотяга № 15, який курсував залізничною гілкою Ніжин-Чернігів, німецький плацдарм на Десні біля сіл Вибілі та Піски так і не вдалося ліквідувати. Німці ж, навпаки, розширили передмостове укріплення, і з тяжкими боями оволоділи селами Горбове та Уборки.

#### Стратегічне значення
Оперативного значення плацдарм у Виблів для 2-ї армії Вейхса не мав, і ніяких великих наступальних операцій з нього не розвинулося. Це був майданчик землі, захопленої і втриманої завдяки ініціативі тактичного командира. Але це не завадило йому стати дестабілізуючим фактором у смузі 5-ї армії й фронту в цілому. Він привернув до себе й сили, й увагу, яких згодом не вистачило на дійсно важливих напрямках. Для ліквідації плацдарму штаб фронту був змушений залучити 135-ту стрілецьку дивізію, яку раніше передбачалося направити у 40-ву армію для стримування наступу 2-ї танкової групи ворога.

### Оперативне становище на 5-6 вересня 1941р.
15-й стрілецький корпус: 135-та стрілецька дивізія (без одного полку) в результаті атаки, здійсненої 5 вересня за підтримки бронепотяга № 15, оволоділа південно-східною околицею Виблів. Підлеглі командиру 135-ї стрілецької дивізії генералу Сміхотворову 244-й стрілецький полк 41-ї стрілецької дивізії, батальйон 204-ї повітряно-десантної бригади та окремий розвідувальний батальйон 62-ї стрілецької дивізії оволоділи південною околицею Пісків, але противник утримував Виблі, і йому вдалося оволодіти Горбовим (2 км на схід від Виблів). На плацдарм окрім 260-ї піхотної дивізії переправилися частини 131-ї піхотної дивізії 43-го армійського корпусу противника;
62-га стрілецька дивізія, здійснивши низку невдалих атак, утримувала рубіж Бобровиці, хутір Олександрівський;
45-та стрілецька дивізія утримувала рубіж Півців, Новий Білоус;
1-й повітряно-десантний корпус частиною сил 204-ї повітряно-десантної бригади вів бої в стику 62-ї та 45-ї стрілецьких дивізій на рубежі хутір Олександрівський, Півці. Основні сили 204-ї повітряно-десантної бригади прикривали лівий фланг 15-го стрілецького корпусу західніше Нового Білоуса, один батальйон діяв спільно з 135-ю стрілецькою дивізією в районі Пісків.
31-й стрілецький корпус своєю 200-ю стрілецькою дивізією утримував рубіж Жукотки, гай північніше Антоновичів; 193-тя стрілецька дивізія — південна околиця Павлівки, Брехуни; 195-та стрілецька дивізія обороняла лівий берег Дніпра на ділянці Любеч − Рудня, маючи один полк у корпусному резерві на рубежі Льговка − Левковичі.
215-та моторизована дивізія, ведучи тяжкі бої з противником, який намагався прорватися до переправи на річці Десна біля Максима, ледве утримувала рубіж Сівки − Сапонова Гута й частиною сил обороняла лівий берег Дніпра на ділянці Рудня − Сівки. Чотири танки противника прорвалися до командного пункту 215-ї моторизованої дивізії, але були відкинуті.
Рештки 228-ї стрілецької дивізії у складі 500 чоловік, відкинуті противником на північ, приєдналися до 31-го стрілецького корпусу. Їм було наказано обороняти передмостові позиції біля Максима на рубежі Гнилуша − південна околиця Соколівки.
Генерал Потапов вважав становище 5-ї армії критичним. На правому її фланзі частини 15-го стрілецького корпусу, знесилені безперервними боями з переважними силами противника, ледве втримували Чернігівський район, хоча на виблінському плацдармі поки що вдавалося скувати противника атаками 135-ї стрілецької дивізії та приданих їй частин, проте він продовжував тут збільшувати власні сили й, мабуть, невдовзі перейде в наступ у південному напрямку. На лівому фланзі армії окуніновське угруповання противника, значно збільшившиись у своєму складі, перейшло в наступ у північному та північно-східному напрямку.
Для генерала Потапова було очевидним, що противник, використовуючи вигоди свого охоплювального положення, намагатиметься ударами з виблінського й окуніновського плацдармів затиснути 5-ту армію в лещата в межиріччі Дніпра й Десни. І лише негайне відведення військ армії з дніпровського виступу на рубіж Десни може врятувати їх від оточення й розгрому.
З такою пропозицією генерал Потапов знову звернувся увечері 5-го вересня до командувача фронтом, але отримав від нього категоричну відмову.
6 вересня з штабу фронту були отримані два розпорядження й бойовий наказ, основний зміст яких зводився до наступного: зважаючи на те, що противник силами більш ніж двох дивізій розвиває удар з окуніновського плацдарму до переправи на річці Десна коло Максима і його передові частини вже дісталися цієї річки на ділянці Морівськ − Корой, створилася загроза виходу противника в тил 5-ї армії. Командувач фронтом наказав вранці 8 вересня завдати удари по обом флангам окуніновському угрупованню противника.
Здійснення такого контрудару запланованими для цього силами (195-та, 215-та та 295-та стрілецькі дивізії) в умовах сильного натиску противника на обидва фланги армії здавалося генералу Потапову справою доволі ризикованою. Він вірно вважав, що противник не буде дві доби пасивно очікувати переходу наших військ в наступ і сам завдасть удару до 8 вересня.
Для виконання отриманого завдання командувач 5-ї армії 6 вересня ухвалив рішення про перегрупування й наступ. Але наступ так і залишився нездійсненним: противник не став чекати на завершення підготовки 31-го стрілецького корпусу до контрудару й 7 вересня відновив наступ на обох флангах 5-ї армії.

### Оперативне становище на 7-9 вересня 1941р.
На правому фланзі 5-ї армії 131-ша та 260-та піхотні дивізії німців з виблінсько-горбівського плацдарму атакували 135-ту стрілецьку дивізію з приданими їй частинами (стрілецький полк 41-ї стрілецької дивізії, стрілецький батальйон 204-ї повітряно-десантної бригади та стрілецький батальйон 62-ї стрілецької дивізії) й наприкінці для 7 вересня посунули її південніше до залізничної лінії з Чернігова на Ніжин, оволодівши рубежем Вершинова Муравійка − Анисів.
Північніше Чернігова 134-та піхотна дивізія німців особливої активності не виявляла, й частини 62-ї та 45-ї стрілецьких дивізій продовжували утримувати рубіж Бобровиця − хутор Олександрівський − Півці − Новий Білоус.
31-й стрілецький корпус в ніч на 7 вересня під прикриттям ар'єргардів здійснив відведення власних право-флангових з'єднань південніше, й на ранок 7 вересня вони зайняли рубежі: 200-та стрілецька дивізія — Богдани − Малі Осняки; 193-тя стрілецька — Малі Осняки − висота 137,7 (на схід від Рудні); 195-та стрілецька, залишивши на річці Дніпро — на ділянці Рудня − Навози охорону, власними основними силами на ранок 7 вересня зосередилася в лісі південніше Жидиничів.
Таким чином, перегрупування 31-го стрілецького корпусу на північній ділянці його фронту було здійснене за планом без перешкод з боку противника.
Але на лівому фланзі 31-го стрілецького корпусу становище складалося несприятливим.
215-та мотодивізія, залишивши прикриття на річці Дніпро — на ділянці Навози − Сивки, на ранок 7 вересня основними силами зайняла вказаний їй початковий рубіж Сивки − Будище. 228-ма стрілецька дивізія чисельністю близько 500 чоловік зайняла передмостову позицію, прикриваючи переправу через річку Десна біля Максима на ділянці хутір Чабани − Соколівка.
Але внаслідок того, що ані 195-та, ані 295-та стрілецькі дивізії не висунули власні передові загони для забезпечення вказаних їм початкових рубежів для контрудару, ці рубежі противник пройшов і почав просуватися на північ.
8 вересня німецькі війська зайняли Количівку на півдні та Шестовицю на заході від Чернігова. Місто і зосереджені довкола радянські війська опинились в оточенні. Німці продовжували бомбардування і звужували кільце оточення. Генерал Москаленко, який керував рештками сил, нарешті отримав дозвіл на відступ. Ситуація ускладнювалася тим, що мости через Десну, залізничний та автомобільний, уже були підірвані, тому було віддано наказ пробиватися від Чернігова до понтонної переправи, яку утримували нижче Шестовиці.
На околицях міста залишилися загони прикриття. Один з них, чисельністю сім чоловік з кулеметом «Максим», окопався понад шосе на схилі біля гори Яцево. 8 вересня там стався короткий кровопролитний бій. Радянські солдати знищили 26 німців, десятки поранили і тримали оборону доти, аж поки всі не загинули. Німці поховали своїх загиблих безпосередньо на місці бою.

## Відступ радянських військ
Зранку 9 вересня радянські війська (залишки 45-ї і 62-ї стрілецьких дивізій) покинули Чернігів, залишивши за собою загони прикриття й рушили вздовж правого берега Десни вниз. Однак вони потрапили в пастку. 98-ма піхотна дивізія Вермахту зайняла високе плато від Шестовиці до Киїнки і встигла підготуватися до бою. Радянські солдати, які рухалися низькою долиною по болотистій заплаві Десни, опинилися між річкою й висотами, на яких засіли німці. Ті відкрили шквальний артилерійський і кулеметний вогонь. Відчайдушні спроби штурму шестовицьких висот провалилися, відступати назад вже було нікуди, а перепливати Десну під вогнем — неможливо. Німецькі артилерія та авіація методично знищували радянських солдат, які були притиснуті до річки і намагалися ховатись у кущах та очереті. Командир 45-ї стрілецької дивізії генерал Гаврило Шерстюк у відчаї надіслав командуванню радіограму: «Допоможіть, чим можете», а невдовзі був важко поранений.
Останню спробу допомогти оточеним зробили моряки Пінської військової флотилії. Вони допливли до Шестовиці з півдня, але потім, втративши один катер, відступили. В ніч з 9 на 10 вересня залишки солдат під безперервним обстрілом противника влаштували переправу на лівий берег Десни вплав і на підручних засобах — плотах і колодах. Прорватися змогло лише близько 500 чоловік. У цілому в день шестовицької трагедії під Черніговом загинуло щонайменше тисяча радянських солдат, ще кілька сотень потрапили у полон.
Про те, як розгортались події тієї ночі безпосередньо в Чернігові, відомо з переказу одного офіцера, якому вдалося вирватися з оточення. Бій точився серед руїн у центрі міста. Патронів майже не було. Німці наскрізь прострілювали бойові позиції і води Десни. Вони виставили гучномовці й закликали здаватися. Десь на спортивній базі знайшли два десятки невеликих спортивних човнів. Посеред ночі загін прикриття імітував атаку в центрі міста і німці розгубились. Поки вони оговтались і відкрили вогонь по Десні, передова група вже переправилась на лівий берег. З тих, хто залишився в місті, майже всі загинули.

## Опанування німецькими військами Чернігова
Вранці 9 вересня 1941 року німецькі війська у складі 134-ї, 260-ї, 17-ї й частин 98-ї піхотних дивізій опанували містом Чернігів. Розпочалася німецька окупація, що тривала до 21 вересня 1943 року.
Відео з німецької кінохроніки: Чернігів очима німців (рос.) на YouTube

## Стратегічне значення
Захопивши Чернігів, німецьким військам вдалося виконати свій план: Червона армія не втримала Київ, півмільйона радянських солдат опинилися в оточенні, більшість із них потрапила у полон або загинула. Загинув і командувач фронтом генерал Михайло Кирпонос.
Проте для німецької армії цей успіх виявився фатальним. Велика битва за Київ затримувала наступ на Москву, що дало можливість радянському командуванню зібрати нові сили для оборони. Боротьба за Київ і Лівобережну Україну в серпні-вересні 1941 року визначила поразку гітлерівського плану блискавичної війни проти Радянського Союзу. Однак це стало очевидним значно пізніше.

## Вшанування пам'яті
Дві вулиці Чернігова названі на честь військових, які боронили місто: вулиця Кирпоноса (з 1978 року), вулиця Бланка (з 1981 року).
Пам'ятні знаки:

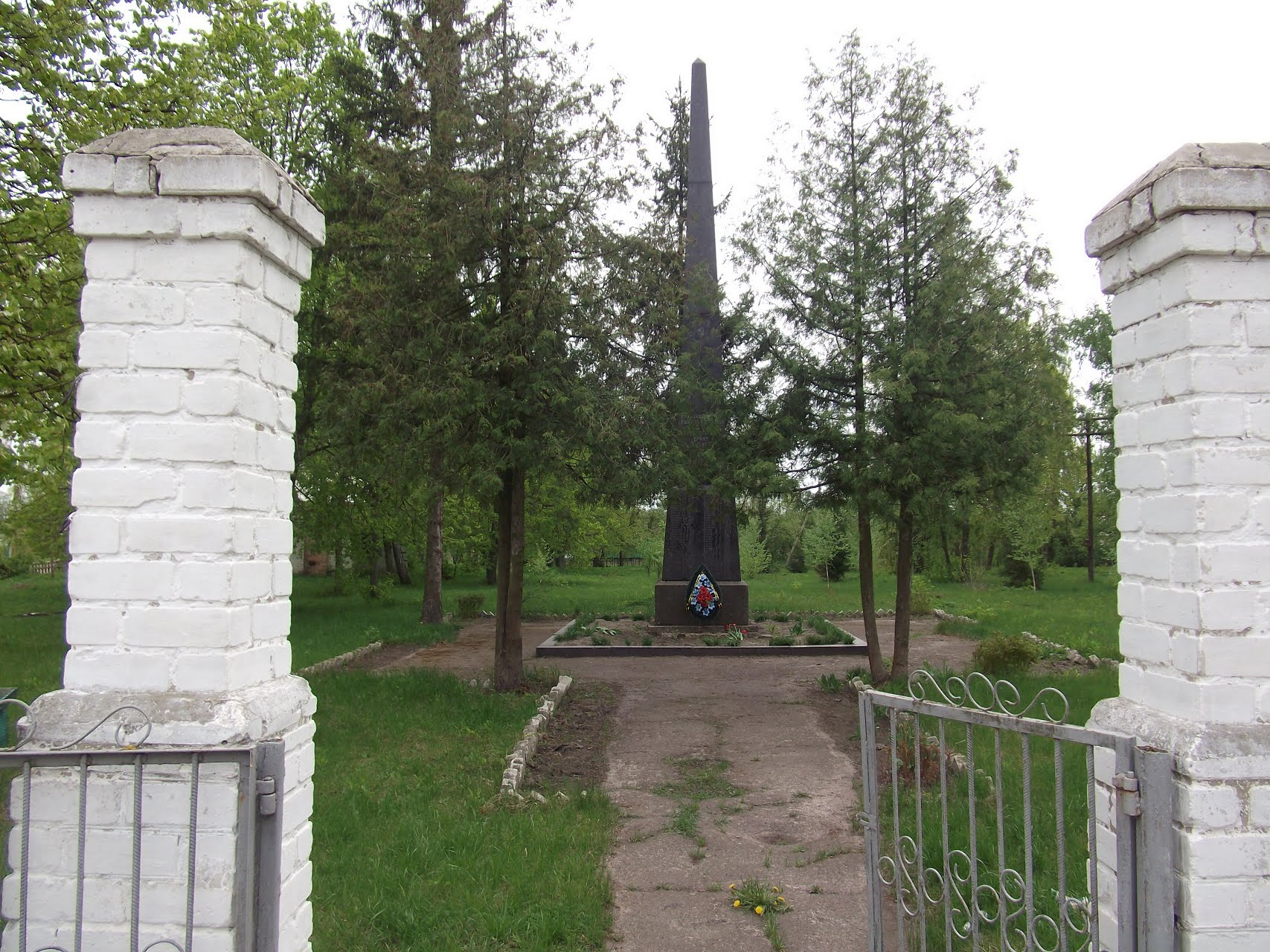
Пам'ятний знак в с. Виблі (Куликівський р-н)
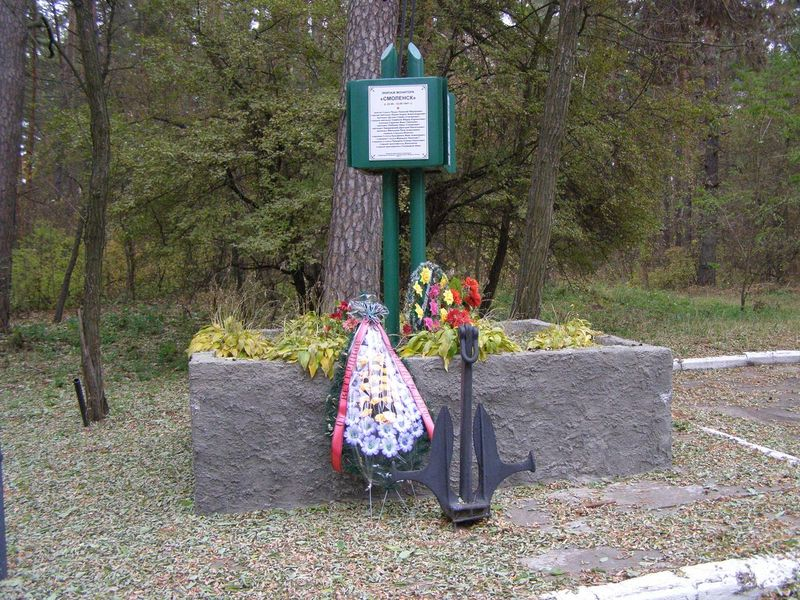
Пам'ятний знак в с. Ладинка (Чернігівський р-н)
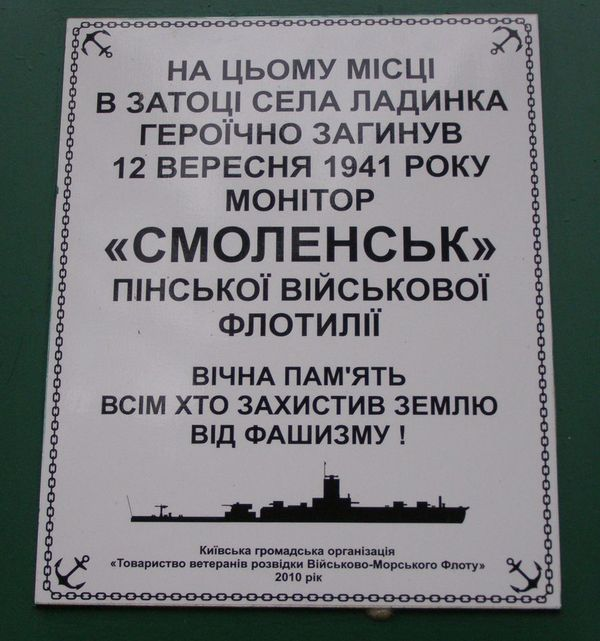
Пам'ятний знак в с. Ладинка (Чернігівський р-н)
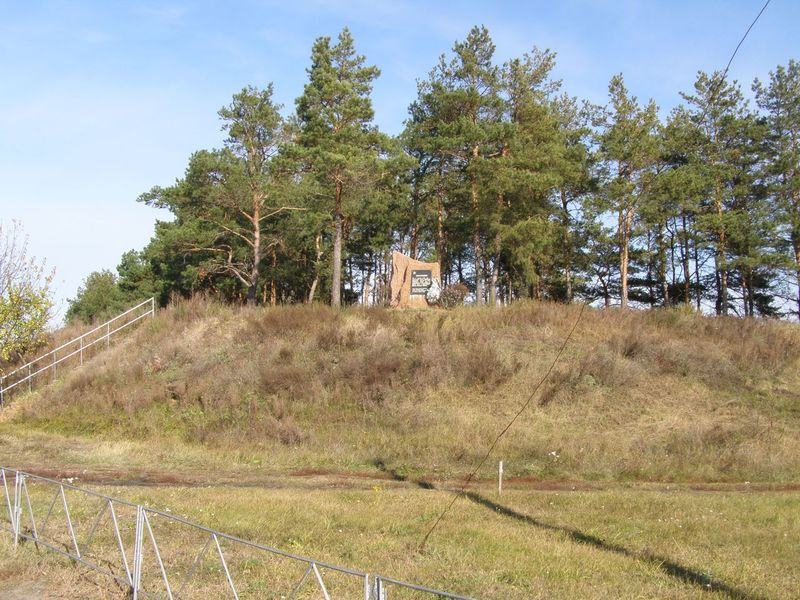
Пам'ятний знак на 142-му км траси Київ-Санкт-Петербург
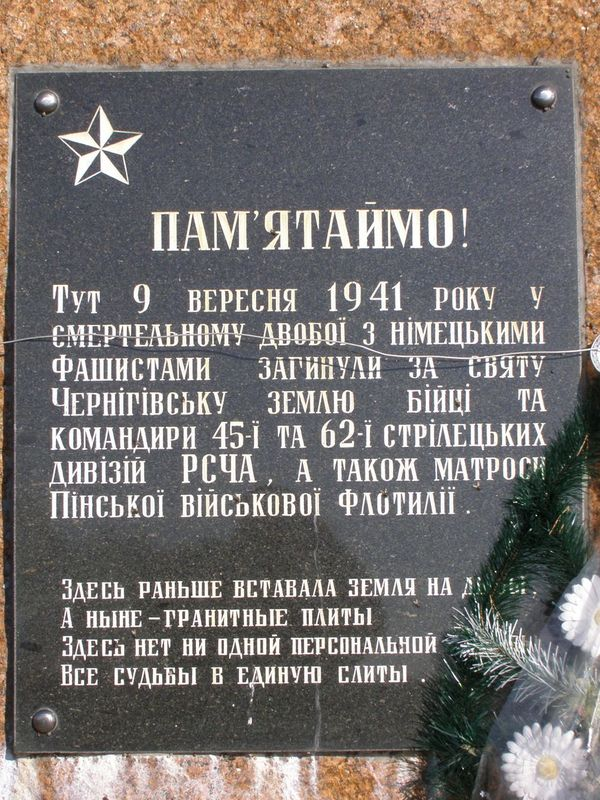
Пам'ятний знак на 142-му км траси Київ-Санкт-Петербург
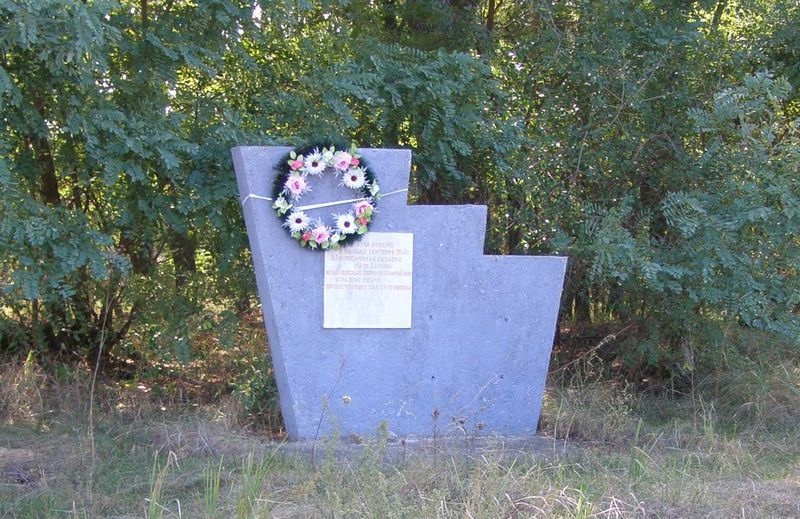
Пам'ятний знак на 20-му км автошляху Чернігів-Седнів
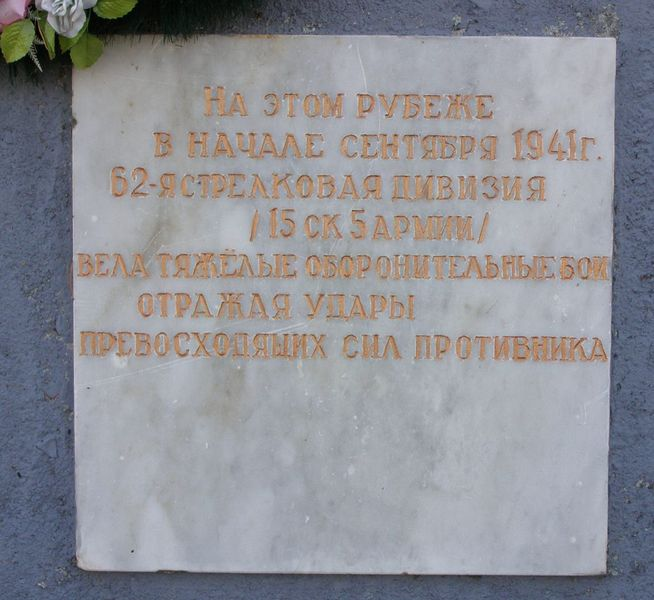
Пам'ятний знак на 20-му км автошляху Чернігів-Седнів
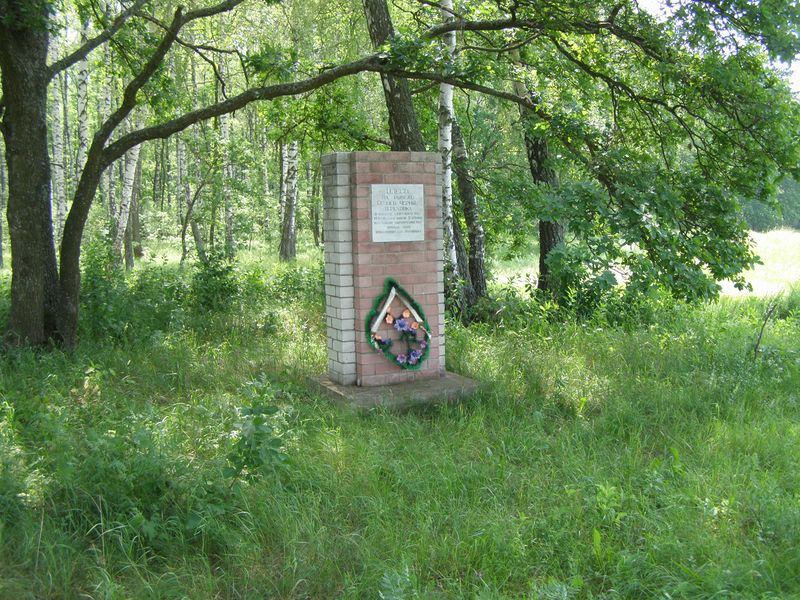
Пам'ятний знак воїнам 62-ї стрілецької дивізії біля с. Терехівка (Чернігівський р-н)
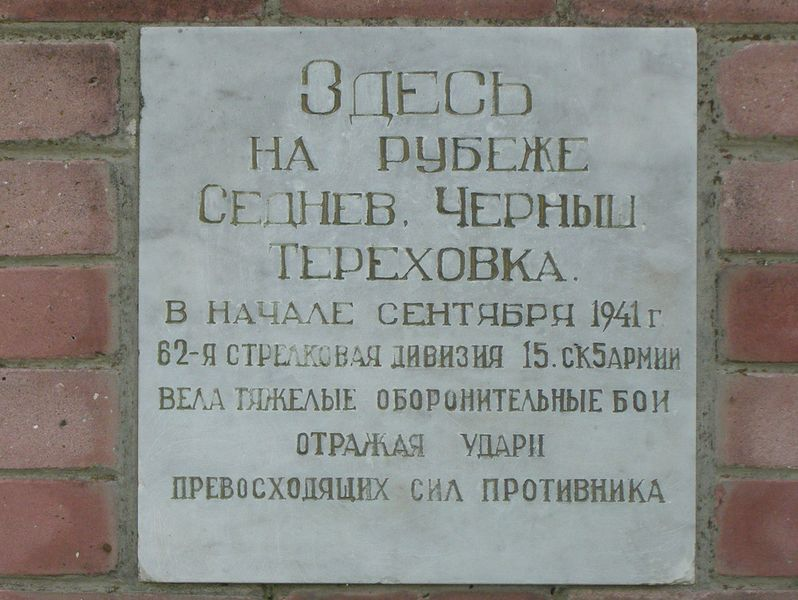
Пам'ятний знак воїнам 62-ї стрілецької дивізії біля с. Терехівка (Чернігівський р-н)
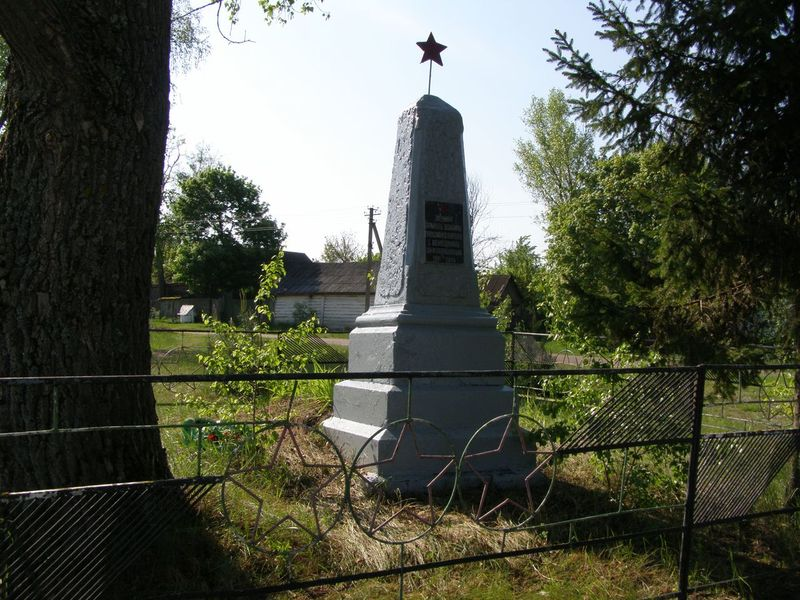
Пам'ятний знак в с. Василева Гута (Чернігівський р-н)
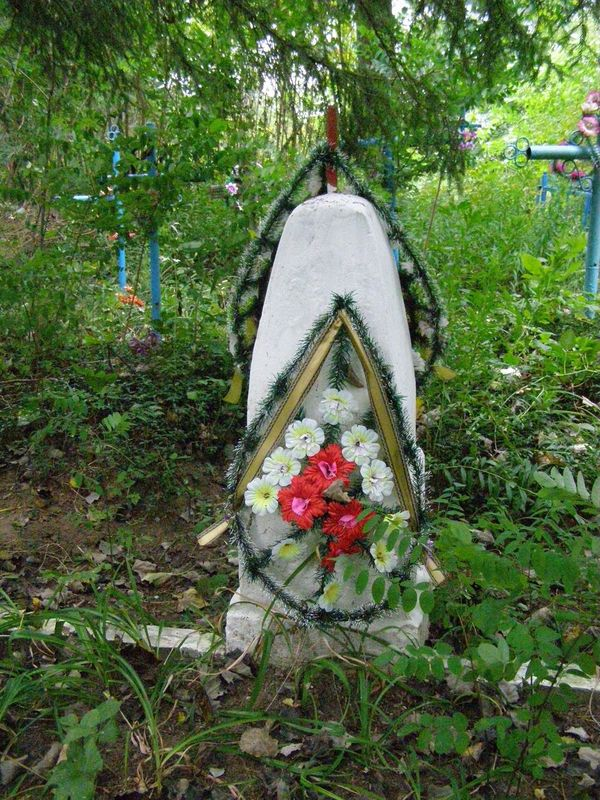
Пам'ятний знак в с. Слобода (Чернігівський р-н)